# Piestopleura longiabdominata
Piestopleura longiabdominata är en stekelart som beskrevs av Szabó 1974. Piestopleura longiabdominata ingår i släktet Piestopleura och familjen gallmyggesteklar. Inga underarter finns listade i Catalogue of Life.